# Merksem

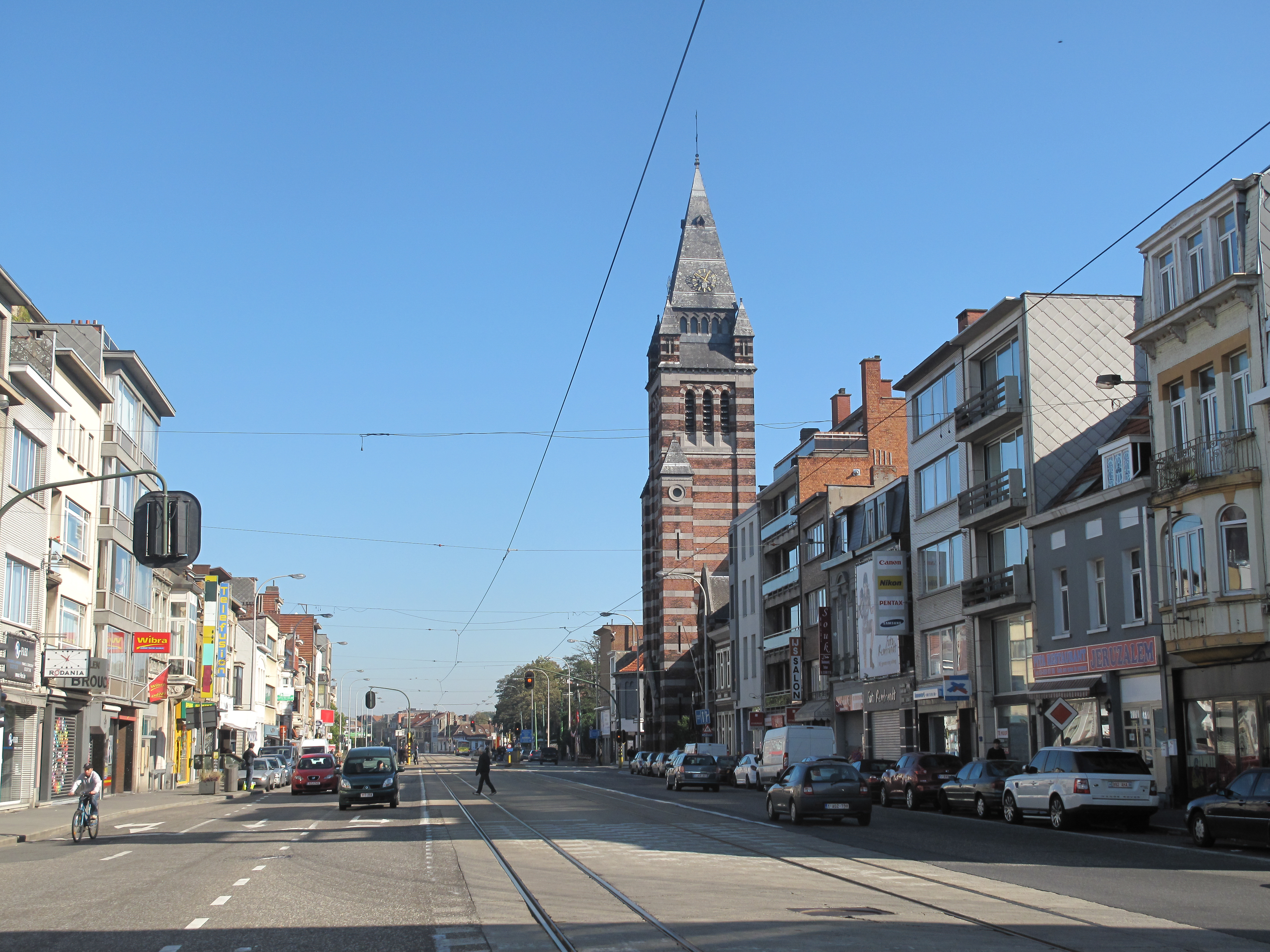
Bredabaan (N1) met Sint-Franciscuskerk

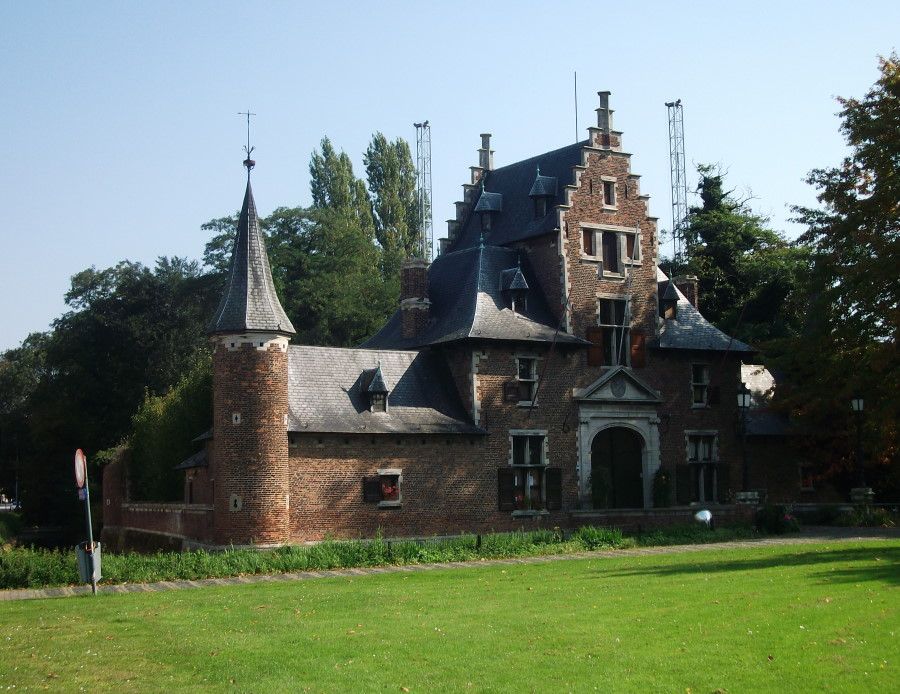
Hof van Roosendaal

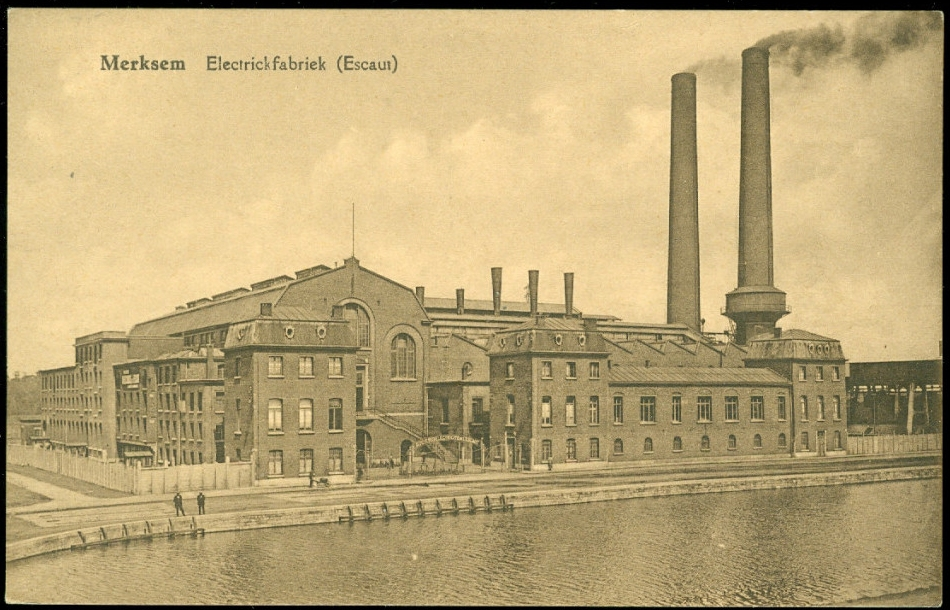
Electrickfabriek Escaut

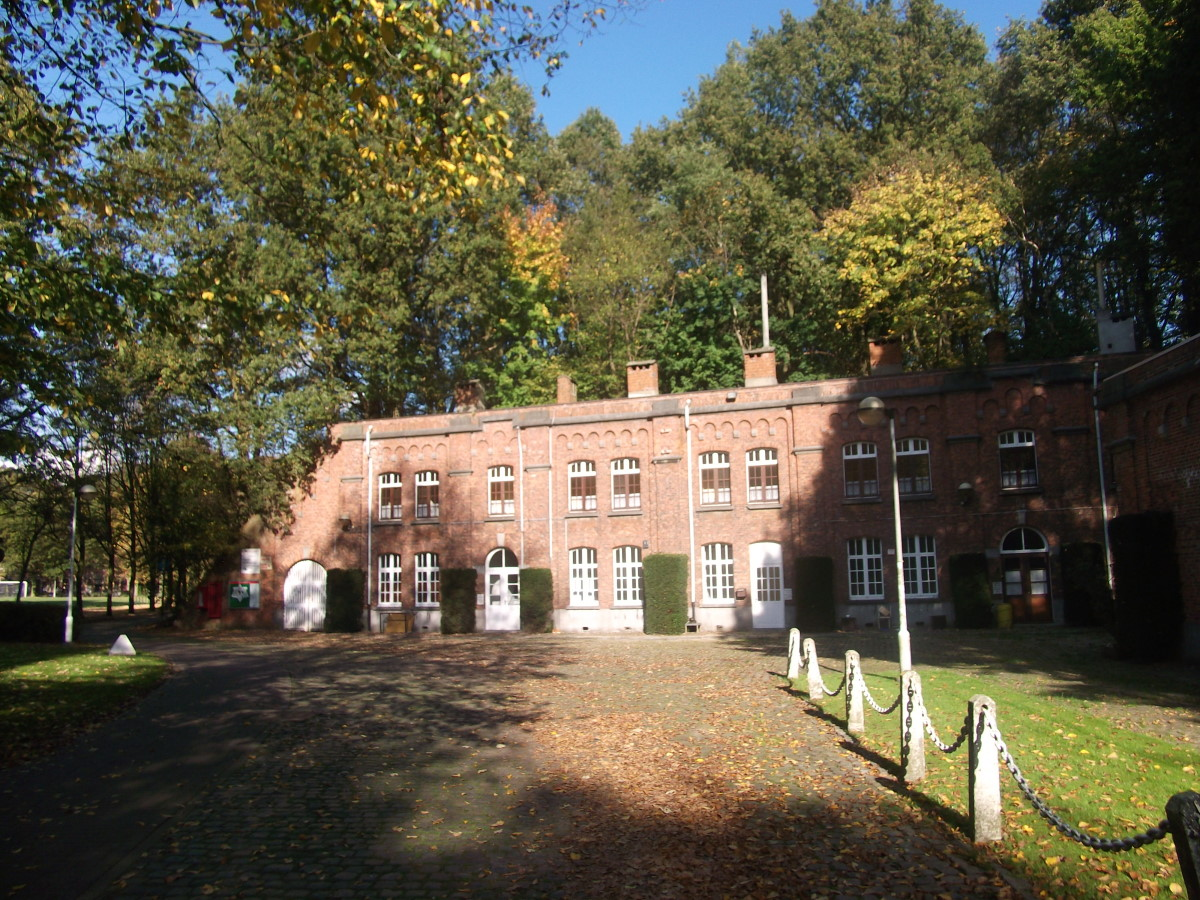
Fort van Merksem

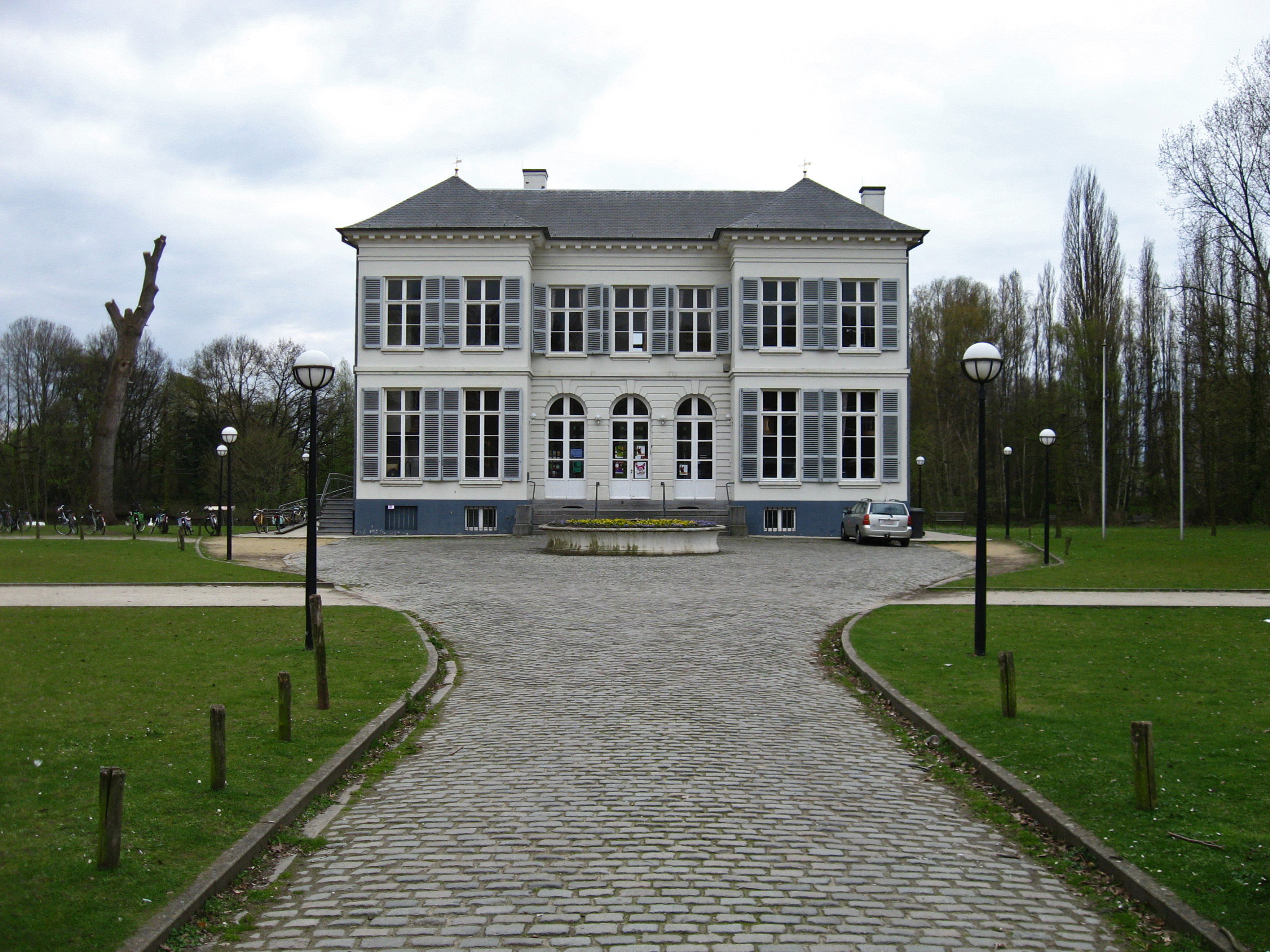
Kasteel Bouckenborgh, heden cultureel centrum

Merksem is een district van de Belgische stad Antwerpen. Merksem was tot 1 januari 1983 een zelfstandige gemeente.

## Toponymie
Het toponiem Merksem bestaat uit twee delen, namelijk "merk" (grens) en "heem" (nederzetting). Vermoed wordt dat de naam dan ook naar een Frankische grensnederzetting verwijst, behorend tot het bisdom Kamerijk. De tegenoverliggende nederzetting zou dan Ekeren zijn geweest behorende tot het bisdom Luik.

## Geschiedenis

### Gallo-Romeinse periode
De geschiedenis van Merksem gaat terug tot in de Gallo-Romeinse tijd.

### Middeleeuwen
Merksem heeft eeuwenlang één geheel gevormd met Schoten en Sint-Job-in-'t-Goor. Al in de zesde of zevende eeuw (600) kwamen de eerste Frankische kolonisators zich in en rond de omgeving van de Sint-Bartholomeuskerk (Merksem) vestigen. Dit gedeelte van Merksem is het hoogste punt. Rond 750 verlegt zich de Schelde voorgoed naar de huidige bestaande bedding. Merksem en Deurne kwamen enkele kilometers van de stroom te liggen. Waar nu de "veen- en moerasstraten" liggen, onder andere Rietschoorvelden, de Biezen, Distelhoek enz. (de benamingen zeggen het zelf) lagen vroeger veenmoerassen en grote vijvers. Negentig jaar geleden kon men er nog zwemmen, nu staan er woonwijken. In 1998 en 1999 stonden deze woonwijken, tot grote ergernis van de Merksemse bevolking, vol water. De Schijn werd dan uitgediept. Deze vijverplassen waren de stille getuigen en overblijfselen waar eertijds de Schelde liep. In mei 1561 werd Merksem van Schoten gescheiden.
De Bredabaan, nu een van de bekendste en meest bezochte winkelassen, deed al van in de middeleeuwen dienst als poort van Antwerpen naar het noorden. Vanaf 1742 werden er de eerste bareeltaksen geïnd. Nu nog heb je er de toponiemen Oude Barreel en Kleine Bareel.

### Negentiende eeuw
Merksem telde begin 1800 zo'n 750 inwoners en het was tot in de helft van de 19e eeuw een landelijke gemeente. Vanuit Merksem werd er stro geleverd aan de stad Antwerpen, vandaar dat de Merksemenaars nog altijd de bijnaam stroboeren hebben. Dit landelijk karakter verdween met de industrialisatie die in 1874 begon. In dat jaar werden de gronden van het "Hof van Merxem" opgekocht door de S.A.Etablissements Industriels et Commerciaux de Merxem waarvan Eugene Meeus directeur was.
Deze vennootschap vroeg en kreeg de toelating om twee, met de Kempische vaart in verbinding staande nijverheidsdokken te graven. In 1891 waren er in de omgeving van "het dokske" al 16 bedrijven gevestigd. Tegenwoordig is er nog altijd veel bedrijvigheid. Heel wat firma's vinden de ligging aan het Albertkanaal een groot pluspunt. De industrialisering en de centrale ligging van het district werkten ook de bevolkingstoename in de hand.

### Tweede Wereldoorlog

#### 1598 dagen Duitse bezetting
De deelgemeente werd rond 20 mei 1940 bezet door het Duitse leger en bevrijd op 4 oktober 1944. Gedurende 1598 dagen werd de bevolking niet enkel getroffen door het oorlogsgebeuren, maar ook politieke vervolgingen, wegvoeren van burgers en soldaten naar krijgsgevangenen- en concentratiekampen, honger, bombardementen, ziektes en ontberingen.

#### Wegvoeren van de Joodse burgers
Uit deze deelgemeente werd minstens één Joodse persoon weggevoerd naar concentratiekampen in Duitsland.

#### Weerstand
Vele burgers namen deel aan burgerlijke ongehoorzaamheid en gewapend verzet. Weerstanders werden naar het Auffanglager van Breendonk getransporteerd.

#### Slag om Merksem
Antwerpen was al bevrijd op 4 september 1944, maar Merksem moest nog een maand bang afwachten op zijn bevrijding. De Duitsers hadden zich verschanst ten noorden van het Albertkanaal en op het dak van de "Belga" (tabaksfabriek) stond een zwaar geschut dat de Engelsen nog aan de zuidelijke kant van het kanaal en de IJzerlaan tegenhield. De bruggen over het Albertkanaal aan het Sportpaleis en de zogenaamde brug van den azijn even verder zuidwaarts, werden gedynamiteerd door de terugtrekkende Duitsers. De Engelse soldaten moesten zich verschansen en dekking zoeken achter de stenen muurrelingen van de IJzerlaanbrug en zo schoorvoetend oprukken. Nadat enkele Duitse soldaten aan de elektriciteitscentrale naast het Albertkanaal werden gedood, namen op 6 september 1944 Duitse SS-troepen bloedig wraak, door 22 arbeiders ervan een voor een door een gat in de muur naar buiten te sturen en ze langs de straatkant in koelen bloede neer te schieten. Een monument in de betreffende Straalstraat herinnert nog aan deze oorlogsmisdaad. Na de mislukte Operatie Market Garden konden de geallieerden het Albertkanaal oversteken in de nacht van 2 op 3 oktober. Uiteindelijk op 3 oktober 1944 werd Merksem bevrijd en konden de geallieerden via de Bredabaan oprukken naar het noorden. Maar niettegenstaande dat, vielen vanaf 14 oktober 1944 tot 14 maart 1945 V1- en V2-raketten op Merksem. Deze waren wel vooral bedoeld voor Antwerpen en de haven, maar Merksem en de randgemeenten kregen ook de klappen.
Op 1 januari 1983 hield de zelfstandige gemeente Merksem op te bestaan en werd ze bij Antwerpen gevoegd.

## Bezienswaardigheden

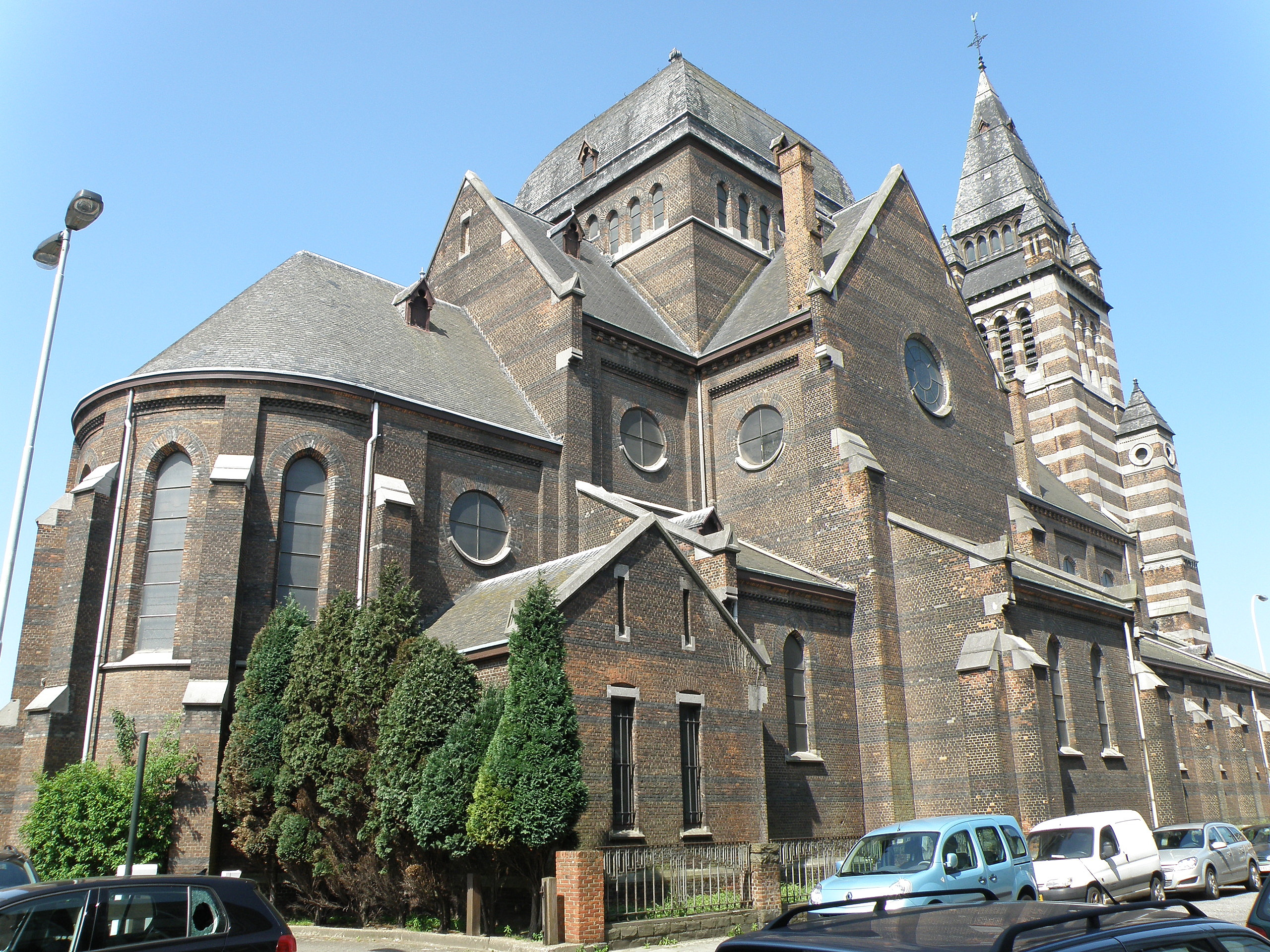
Eclectische en neo-Byzantijnse Sint-Franciscuskerk n.o.v. Henri Blomme (1896)

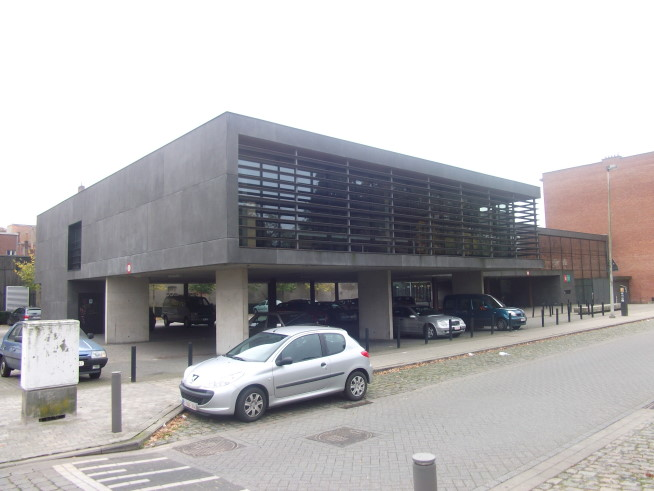
Bibliotheek

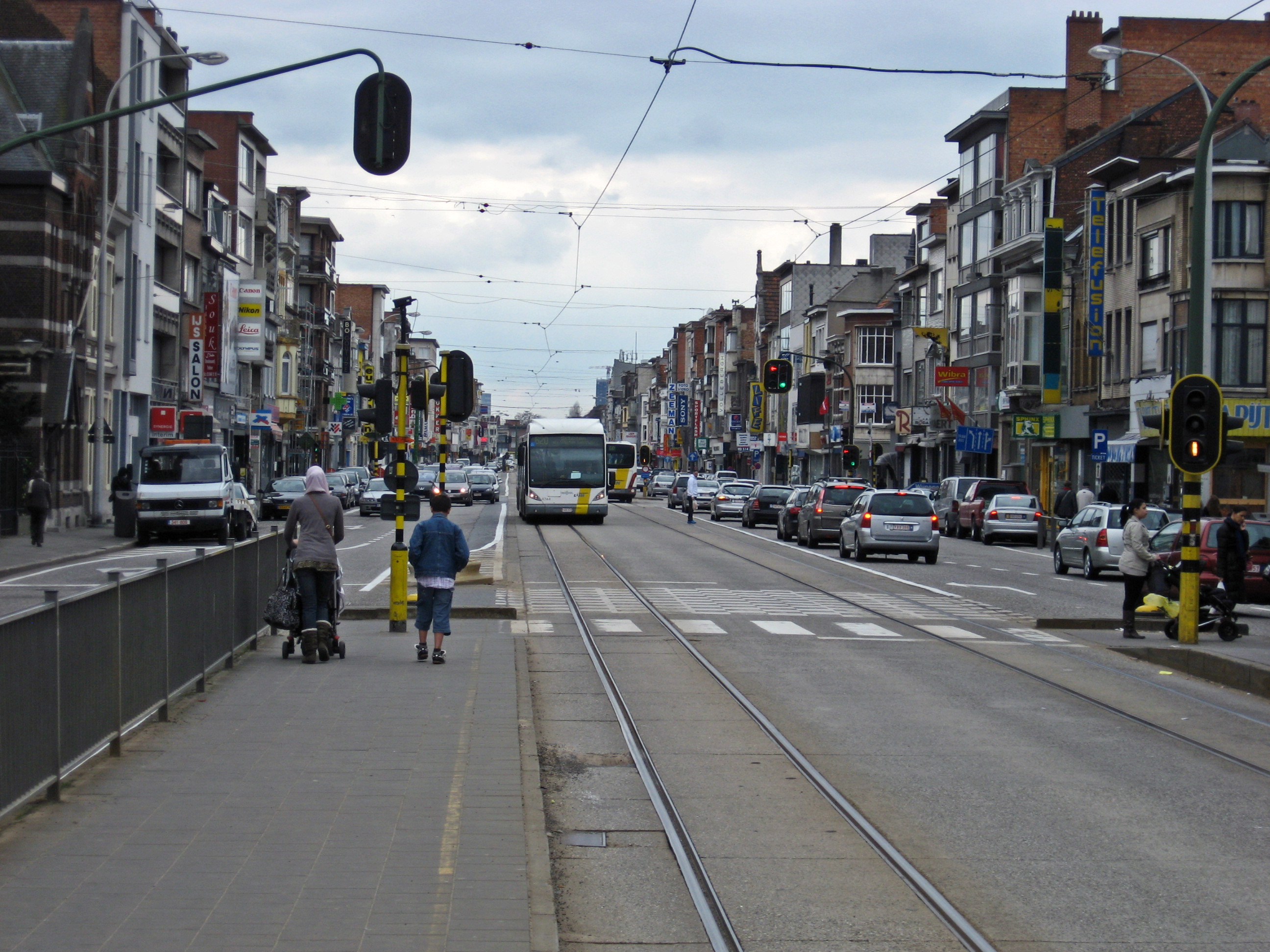
De Bredabaan

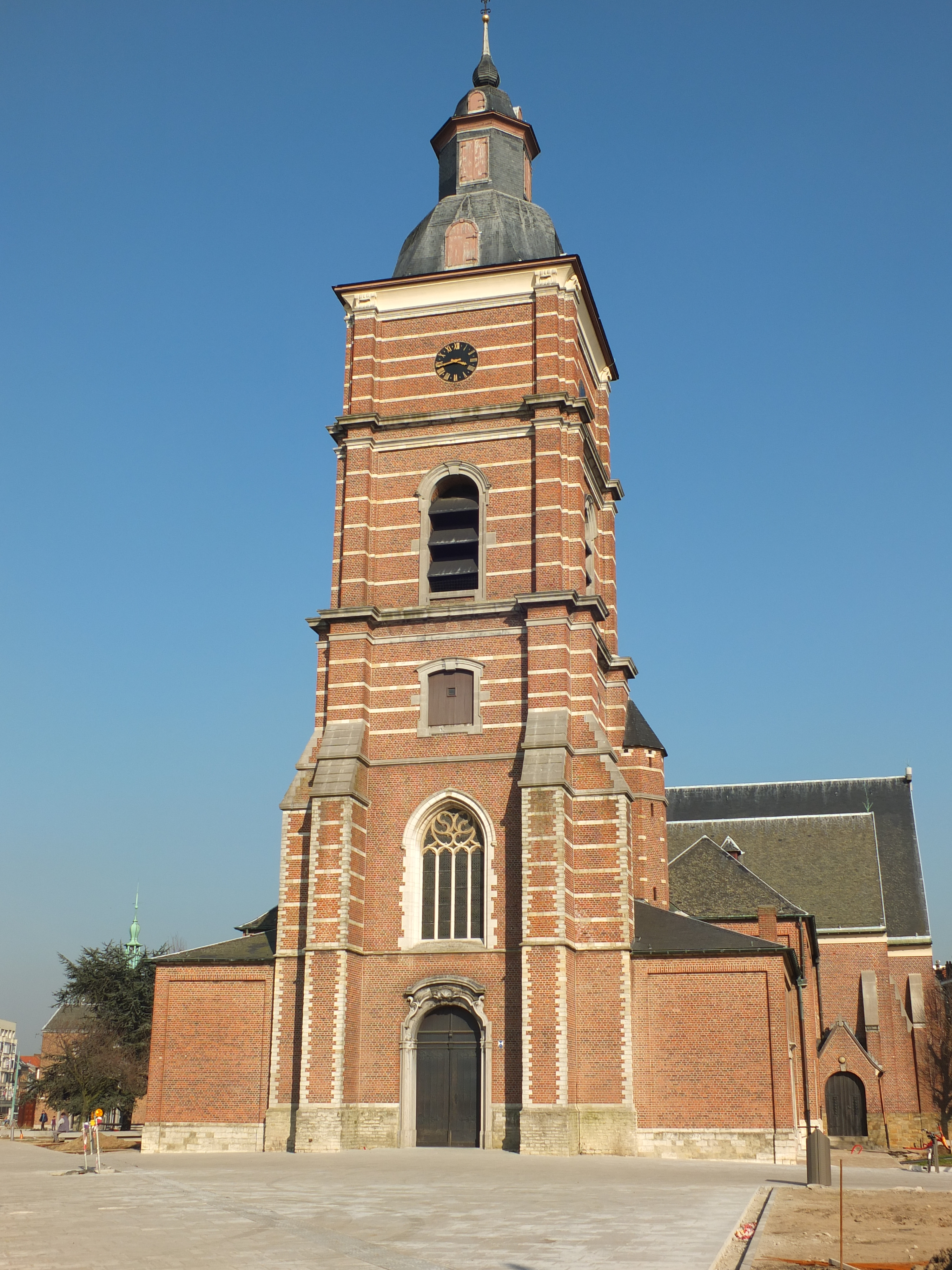
Sint-Bartholomeuskerk

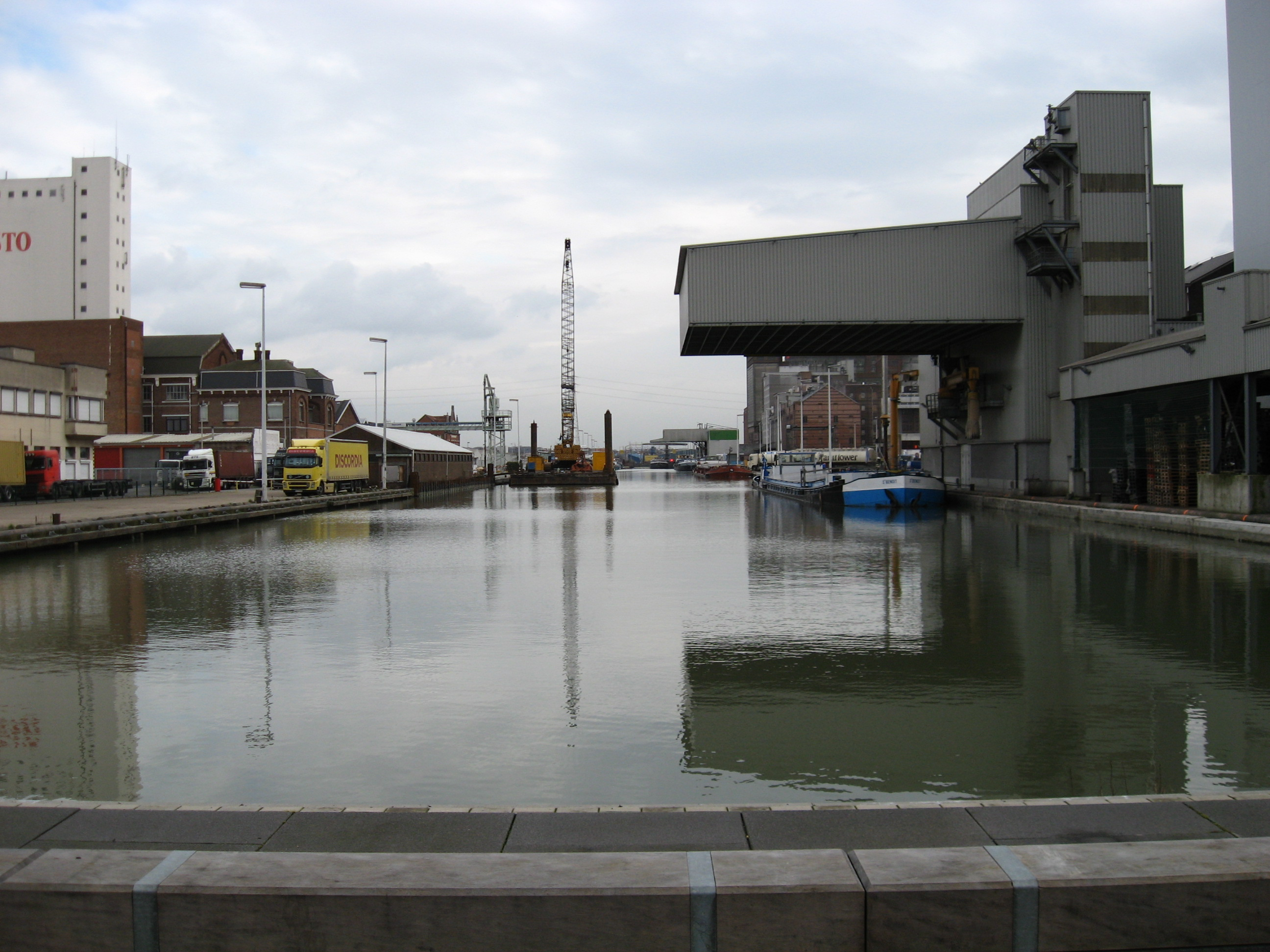
Groot dok

- Het Kasteel Bouckenborgh met park
- Het Hof van Roosendael
- Het Fort van Merksem
- Tal van huizen in art-decostijl

### Kerken
- De Sint-Bartholomeuskerk
- De Sint-Franciscuskerk
- De Sint-Jozefskerk
- De Onze-Lieve-Vrouw van Zeven Smartenkerk
- De Heilig Sacramentskerk

### Industrieel erfgoed
Deze oudere fabrieken geven een idee van de bedrijvigheid, vaak ten gevolge van de aanwezigheid van de haven:
- Bloemmolens van de Belgische boerenbond (Aveve)
- Elektriciteitsmaatschappij "De Schelde", opgericht 1905
- De "Fabrique Nationale des tubes sans soudure"
- N.V. "Griffin", een ijzergieterij, gestart in 1898, gesloopt
- N.V. "Union", een fabriek voor margarine, oliën en vetten, gestart in 1896
- Mouterij J. Dandelooy, gestart in 1883, in 1966 "Mera N.V.-Hendrix Veevoeders", fabriek van mengvoeders
- "Molens van Deinze en Antwerpen", gestart in 1886, bloemmolens
- N.V. "Rijstpellerijen N. en C. Boost", in 1902 was hier een elektriciteitscentrale voor de trammaatschappij, in 1939 kwamen de rijstpellerijen in het gebouw
- "Suikerraffinaderij Gebroeders Ghys", in 1912 vanuit Antwerpen naar Merksem overgebracht
- N.V. "Tabalux", tabaksfabriek van 1930
- Bakkerij "Volkslust" van 1880

## Natuur
Merksem is een sterk verstedelijkte plaats. Toch zijn er een aantal parken. Zo is er een omvangrijk park rond het Kasteel Bouckenborgh. Dit kasteel is ingericht als cultuurcentrum. In het park vinden veel jeugdactiviteiten plaats en er zijn in de bossen delen waar de jeugd voluit kan spelen.
Daarnaast is er het Park van Merksem, dat op 11 oktober 1925 werd opengesteld voor het publiek.
Voorts heeft Merksem in 1977 de gronden en gebouwen opgekocht van het Fort van Merksem en daar een groene wandelzone en recreatiebuurt van gemaakt.
Merksem wordt in het zuiden begrensd door het Albertkanaal en in het westen door het Antwerpse havengebied.

## Demografie

### Demografische ontwikkeling
- Opmerking: resultaten volkstellingen op 31/12 tot en met 1970 + 01/01/1980 + 31/12/1982

## Politiek
Het voormalige gemeentehuis is het Districtshuis van Merksem.

### Structuur
Het district Merksem maakt deel uit van de stad Antwerpen. Deze ligt in het kieskanton Antwerpen (dewelke identiek is aan het provinciedistrict Antwerpen) en ligt in het kiesarrondissement Antwerpen en de kieskring Antwerpen.
| Merksem          | Merksem          | Supranationaal         | Staat (Nationaal)                 | Staat (Nationaal)   | Gemeenschap         | Gewest              | Provincie           | Arrondissement  | Provinciedistrict | Kanton          | Gemeente        | District         |
| ---------------- | ---------------- | ---------------------- | --------------------------------- | ------------------- | ------------------- | ------------------- | ------------------- | --------------- | ----------------- | --------------- | --------------- | ---------------- |
| Administratief   | Niveau           | Europese Unie          | België                            | België              | Vlaanderen          | Vlaanderen          | Antwerpen           | Antwerpen       | Antwerpen         | Antwerpen       | Antwerpen       | Merksem          |
| Administratief   | Bestuur          | Europese Commissie     | Belgische regering                | Belgische regering  | Vlaamse regering    | Vlaamse regering    | Deputatie           | Deputatie       | Deputatie         | Deputatie       | Gemeentebestuur | Districtscollege |
| Administratief   | Raad             | Europees Parlement     | Kamer van volksvertegenwoordigers | Vlaams Parlement    | Vlaams Parlement    | Vlaams Parlement    | Provincieraad       | Provincieraad   | Provincieraad     | Provincieraad   | Gemeenteraad    | Districtsraad    |
| Kiesomschrijving | Kiesomschrijving | Nederlands Kiescollege | Kieskring Antwerpen               | Kieskring Antwerpen | Kieskring Antwerpen | Kieskring Antwerpen | Kieskring Antwerpen | Antwerpen       | Antwerpen         | Antwerpen       | Antwerpen       | Merksem          |
| Verkiezing       | Verkiezing       | Europese               | Federale                          | Federale            | Vlaamse             | Vlaamse             | Provincieraads-     | Provincieraads- | Provincieraads-   | Provincieraads- | Gemeenteraads-  | Districtsraads-  |

### Districtscollege
| Districtscollege    | Districtscollege                                                                                     |
| ------------------- | --- |
| Districtsvoorzitter | Luc Bungeneers (N-VA)                                                                                |
| Districtsschepenen  | 1. Sonja De Meyer (N-VA) 2. Jari Frensch (N-VA) 3. Nick Loridan (Vooruit) 4. Sander Rottiers (Groen) |

### Districtsraad
De Merksemse districtsraad telt 25 zetels.
De districtsraad heeft beslissingsbevoegdheid over sport-, jeugd-, cultuur- en seniorenbeleid. Ook over de communicatie van het district, de feestelijkheden en een gedeelte van de straat- en groenwerken kan de districtsraad beslissingen nemen. Over de andere domeinen kan de districtsraad adviezen geven.

### Geschiedenis

#### Voormalige burgemeesters & districtsvoorzitters
| Tijdspanne | Tijdspanne   | Burgemeester                                   |
| ---------- | ------------ | ---------------------------------------------- |
|            | 1800 – 1809  | Jan Mertens                                    |
|            | 1809 – 1818  | P.J.N. Beke                                    |
|            | 1818 – 1830  | Frans Van Schevensteen                         |
|            | 1831 – 1836  | Franciscus Snels                               |
|            | 1836 – 1890  | Jacobus Franciscus Borrewater                  |
|            | 1891 – 1919  | Frans de l'Arbre                               |
|            | 1914 – 1920  | Frans Victor Roosens (waarnemend burgemeester) |
|            | 1920 – 1933  | Jozef Nolf (UCB)                               |
|            | 1933 – 1941  | Alfons Van Tichel                              |
|            | 1942 – 1944  | Merksem maakt deel uit van Groot-Antwerpen     |
|            | 1944 – 1947  | Leon Cornette (waarnemend burgemeester)        |
|            | 1947 – 1952  | Leon Cornette                                  |
|            | 1953 – 1963  | Alfons Van Tichel                              |
|            | 1963 – 1969  | Gabriël Theunis (CVP)                          |
|            | 1969 – 1976  | Eduard Waghemans                               |
|            | 1977 – 1982  | Jozef Masure                                   |
| Tijdspanne | Tijdspanne   | Districtsvoorzitter                            |
|            | 1989 – 2000  | Jozef Wouters (CD&V)                           |
|            | 2001 – 2006  | Kris Janssens (VLD)                            |
|            | 2007 – 2012  | Gilbert Verstraelen (sp.a)                     |
|            | 2013 – heden | Luc Bungeneers (N-VA)                          |

#### Resultaten districtsverkiezingen sinds 2000
De eerste rechtstreeks verkozen districtsraad werd verkozen op 8 oktober 2000, en startte op 1 januari 2001. Ze telde sindsdien 25 zetels.
| Partij of kartel     | Partij of kartel                                | 8-10-2000 | 8-10-2000 | 8-10-2006 | 8-10-2006 | 14-10-2012 | 14-10-2012 | 14-10-2018 | 14-10-2018 | 13-10-2024 | 13-10-2024 |
| Stemmen / Zetels     | Stemmen / Zetels                                | %         | 25        | %         | 25        | %          | 25         | %          | 25         | %          | 25         |
| -------------------- | ----------------------------------------------- | --------- | --------- | --------- | --------- | ---------- | ---------- | ---------- | ---------- | ---------- | ---------- |
|                      | PVDA1/ PVDA+2                                   | 0,881     | 0         | 1,332     | 0         | 4,682      | 1          | 6,21       | 1          | 15,91      | 4          |
|                      | SP1/ sp.a-spirit2/ sp.a-GroenA/ sp.a3/ Vooruit4 | 15,591    | 4         | 27,622    | 7         | 22,46A     | 6          | 11,13      | 3          | 10,04      | 3          |
|                      | Agalev1/ sp.a-GroenA/ Groen2                    | 10,121    | 2         | -         |           | 22,46A     | 6          | 12,92      | 3          | 8,62       | 2          |
|                      | VLD1/ Open Vld2                                 | 17,341    | 5         | 14,121    | 3         | 5,622      | 1          | 3,92       | 1          | 4,52       | 1          |
|                      | CVP1/ CD&V-N-VAB/ CD&V2                         | 14,921    | 4         | 15,40B    | 4         | 8,062      | 2          | 8,22       | 2          | 6,32       | 1          |
|                      | VU-ID1/ CD&V-N-VAB/ N-VA2                       | 4,881     | 1         | 15,40B    | 4         | 41,982     | 11         | 37,82      | 11         | 33,12      | 9          |
|                      | Vlaams Blok1/ Vlaams Belang2                    | 34,631    | 9         | 41,532    | 11        | 17,202     | 4          | 17,22      | 4          | 19,32      | 5          |
|                      | Team Fouad Ahidar A+                            | -         |           | -         |           | -          |            | -          |            | 2,0        | 0          |
|                      | D-SA                                            | -         |           | -         |           | -          |            | 1,2        | 0          | -          |            |
|                      | Vivant                                          | 1,44      | 0         | -         |           | -          |            | -          |            | -          |            |
|                      | WOW                                             | 1,09      | 0         | -         |           | -          |            | -          |            | -          |            |
|                      | Volkspartij                                     | -         |           | -         |           | -          |            | -          |            | 0,3        | 0          |
| Totaal stemmen       | Totaal stemmen                                  | 26602     | 26602     | 26767     | 26767     | 24898      | 24898      | 25938      | 25938      | 15717      | 15717      |
| Opkomst %            | Opkomst %                                       | 88,76     | 88,76     |           |           | 85,75      | 85,75      | 89,4       | 89,4       | 55,7       | 55,7       |
| Blanco en ongeldig % | Blanco en ongeldig %                            | 4,34      | 4,34      | 5,44      | 5,44      | 3,83       | 3,83       | 4,2        | 4,2        | 1,2        | 1,2        |

De vetjes gedrukte getallen vormen de hieruit onderhandelde bestuursmeerderheid. De grootste partij is in kleur.

## Cultuur

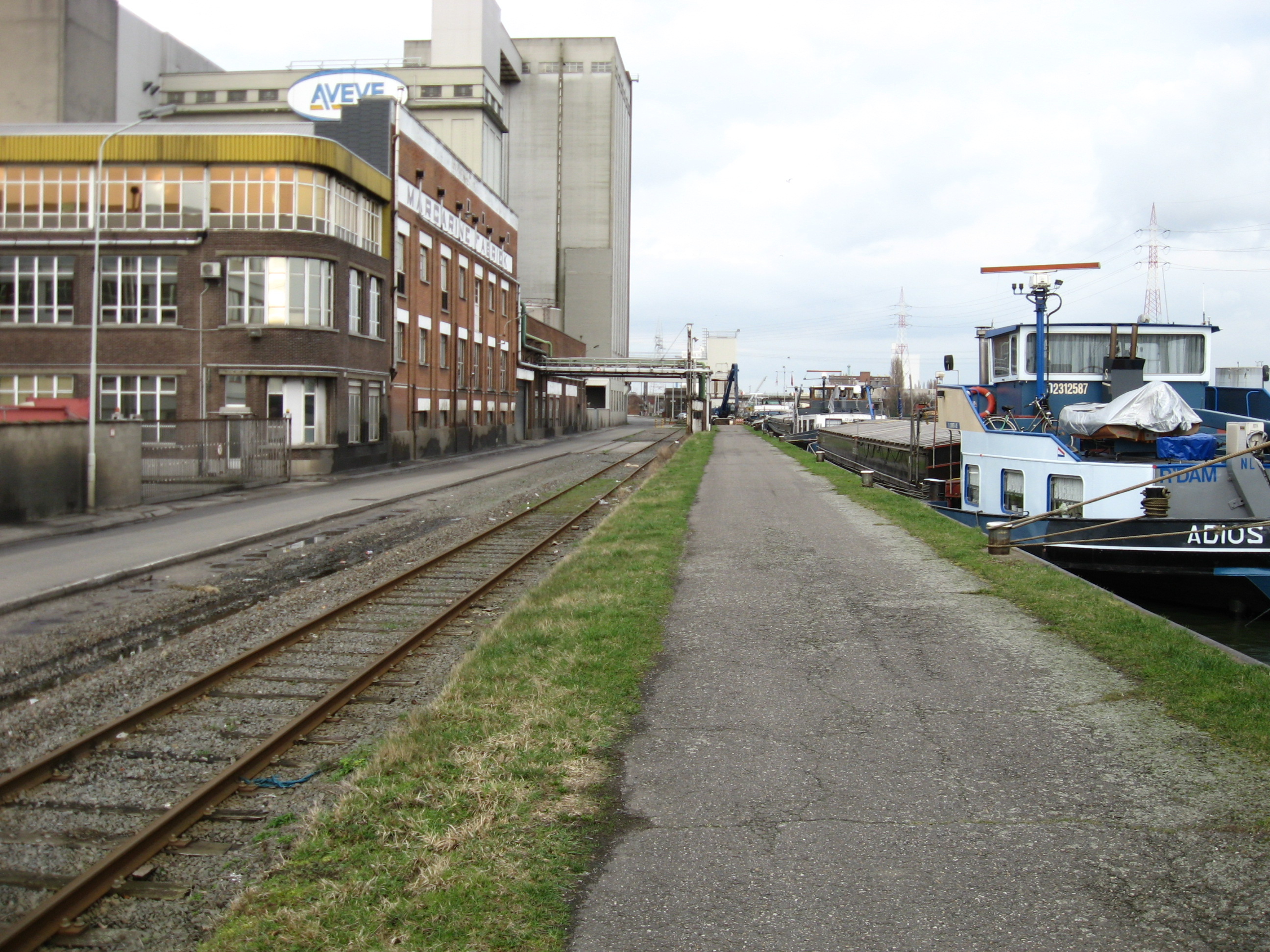
Havengebied langs het Albertkanaal

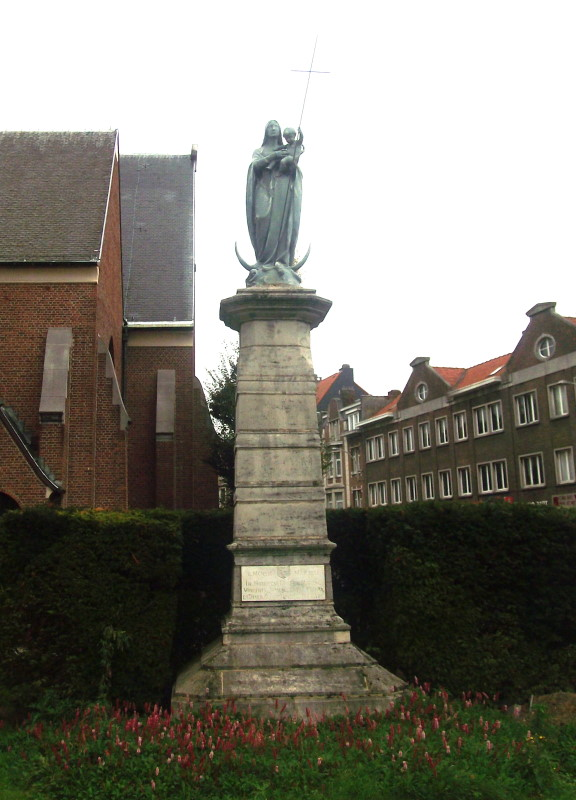
Maria van Merksem

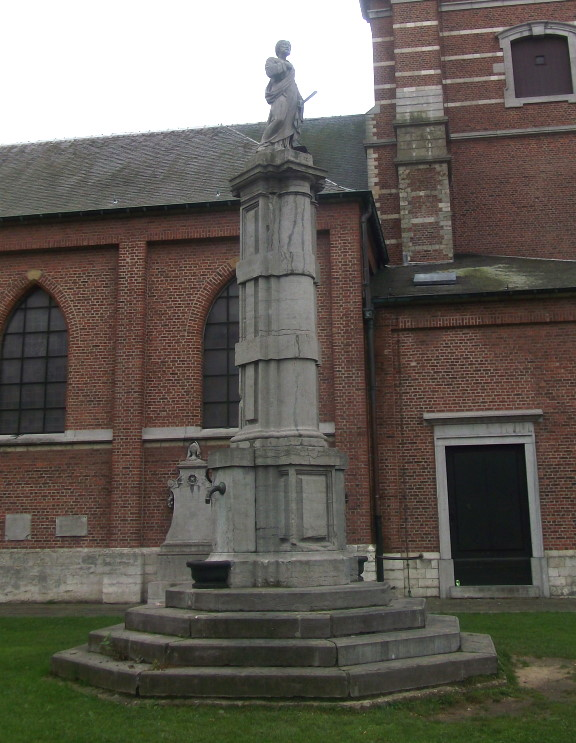
Schandpaal met pomp

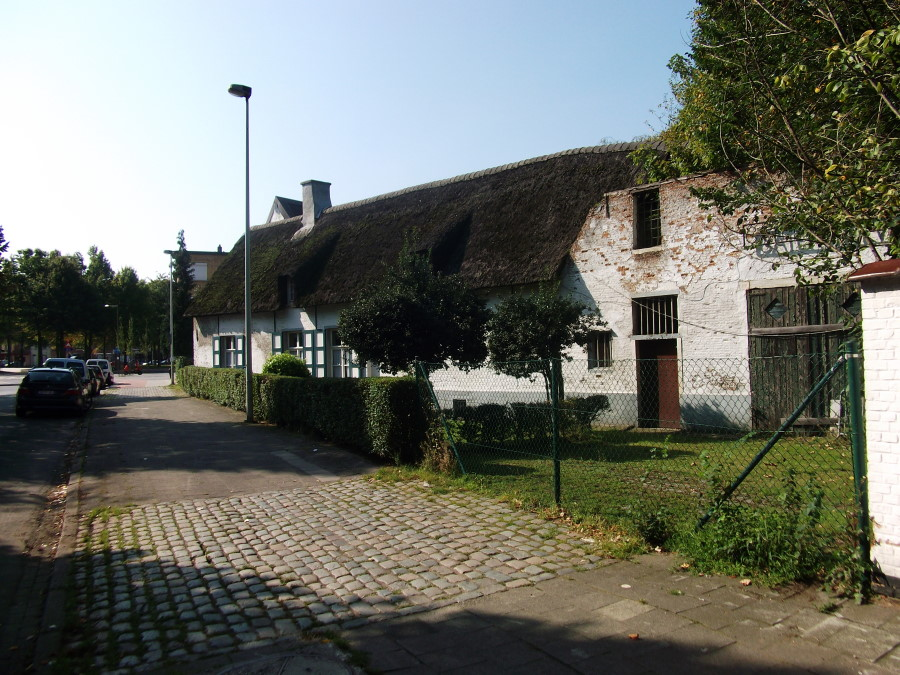
Catershof

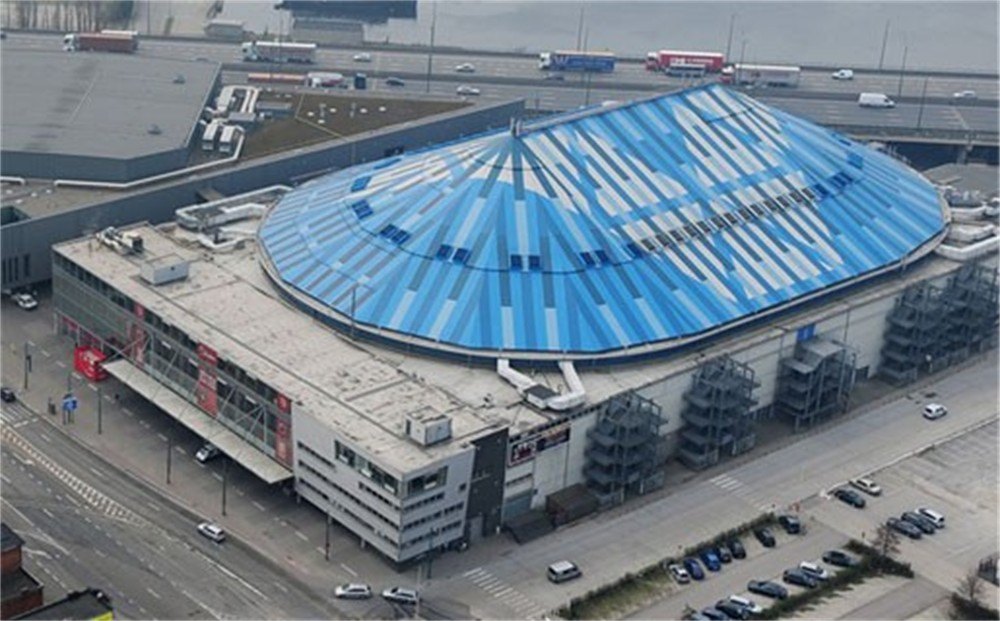
Het Sportpaleis

### Wapen en vlag
De beschrijving van het wapen van Merksem is "in lazuur een Sint-Bartholomeus van goud". De vlag van Merksem wordt omschreven als "twee even hoge banen van blauw en van geel, met slippen aan de vlucht".

### Uitgaan
- Het Sportpaleis, op de grens met Deurne, is een multifunctionele evenementenhal waar verschillende evenementen, zoals concerten, sportbijeenkomsten, feesten en beurzen, worden georganiseerd. Oorspronkelijk was het gebouw voor sportwedstrijden (vooral baanwielrennen) bedoeld, maar tegenwoordig wordt het veelal gebruikt voor grote optredens van artiesten. Sinds 1985 vindt er jaarlijks de Night of the Proms plaats. Andere bekende evenementen in het Sportpaleis zijn Reverze, de Diamond Games, Nekkanacht en de Pop Poll De Luxe van Humo.
- Lotto Arena

## Mobiliteit

### Openbaar vervoer

#### Spoorwegen
Merksem zelf heeft geen eigen treinstation meer, maar de stations Antwerpen-Dam, Antwerpen-Luchtbal en Antwerpen-Noorderdokken liggen echter vlakbij, aan de overkant van de snelweg. Het station Luchtbal ligt zelfs op de grens met Merksem en heette voor 1878 nog station Merksem.

#### Busvervoer
De bussen 33, 600, 601, 602, 610, 620, 621, 640, 642, 650, 651 en 670 van De Lijn bedienen Merksem. Op 1 september 2012 werd het hele busnet in Merksem georganiseerd om de reizigersvervoer meer op de tram te richten. Van oudsher waren de tram en de streekvervoerlijnen in concurrentie met elkaar en boden langs de Bredabaan een verbinding met het centrum van Antwerpen. Alleen de streekvervoerlijnen komende van Schoten rijden nog op hun oude route langs de Bredabaan. Vanuit Kapellen en Putte is de hoofdroute langs Ekeren met lijn 720. Lijn 650 is een lokale lijn geworden: Kapellen – Luchtbal die in Merksem langs de Ringlaan, Jan Palfijn-ziekenhuis, Maantjessteenweg, en Victor Govaerslaan naar haar eindpunt in Luchtbal rijdt. De hoofdlijn 640 Wuustwezel – Brasschaat rijdt langs de Ringlaan, Maantjessteenweg, Lambrechtshoekenlaan, station Luchtbal en verder naar de Rooseveltplaats. Lijn 670 Essen – Kalmthout – Kapellen – Merksem – Antwerpen is nu beperkt tot Kapellen behalve voor enkele met een eindpunt in Merksem. Voor het schoolvervoer rijden er nog wel aanvullende buslijnen (670, 778) langs de oude Bredabaanroute met een eindhalte bij de Burgemeester Nolf halte (plein). Veel streekvervoerbusreizigers die de Bredabaan in het centrum van Merksem willen bereiken moeten nu overstappen op de tram bij de trameindhalte bij de Fortsteenweg.

#### Tram

##### Verleden
Vanaf 20 juli 1879 reed er een paardentram vanaf de Oude Barreel tot Klapdorp in Antwerpen. Sindsdien hebben altijd trams gereden op de Bredabaan. De paardentramlijn werd op 15 juli 1887 overgenomen door de buurtspoorwegen, die de sporen geschikt maakte voor stoomtrams, maar de paardentram werd gehandhaafd tot in juli 1908. De eerste uitbreiding was op 20 juli 1887, naar Brasschaat. Daarna volgden snel de volgende uitbreidingen (met stoomtrams) van het spoornet:
- 01-04-1889: Schoten (Markt)
- 03-01-1890: Brasschaat naar Wuustwezel (grens) (Er hebben internationale trams naar Breda gereden.)
- 01-07-1905: Schoten (vaart)

Op 18 mei 1908 wordt de tramlijn naar de Oude Barreel geëlektrificeerd, kort daarna gevolgd door de tram naar Schoten (21 juni 1908) die gelijk verlengd wordt naar Schotenhof (Lindelei). Op 5 mei 1911 komt een nieuwe uitbreiding van de Kleine Barreel naar Sint-Mariaburg. De lijn naar Wuustwezel werd in stappen geëlektrificeerd:
- 18-05-1909: Tot Brasschaat
- 15-07-1912: Tot Polygoon (Brasschaat)
- 23-12-1951: Wuustwezel grens

Oorspronkelijk waren de tramsporen aangelegd met een spoorbreedte van 1067 mm (kaapspoor), de spoorbreedte die ook in gebruik was in Zuid-Nederland. Omstreeks 1920 zijn alle sporen herlegd naar het gebruikelijke meterspoor dat in de rest van België in gebruik was voor de buurtspoorwegen. Vanaf die tijd waren doorgaande trams naar Breda niet meer mogelijk. Na de Eerste Wereldoorlog komen nog de volgende uitbreidingen van het tramnet:
- 31-07-1927: Sint-Mariaburg Kapellen. Deze lijn werd nog verlengd naar Putte, maar de trams hiervoor reden niet via Merksem maar via Ekeren.
- 08-05-1941: Schotenhof (Lindelei) naar 's-Gravenwezel (Koningshof)

Op het einde van de jaren zestig in de vorige eeuw werden de buurtspoorweg tramlijnen opgeheven. De laatste reizigerstram van de provincie Antwerpen reed op 25 mei 1968 tussen Antwerpen en Schoten (lijn 61) voor het laatst. De Antwerpse tramlijn 3 bleef echter rijden op de Bredabaan tot iets voorbij de Oude Barreel op dezelfde sporen als de buurtspoorwegen. De middenberm met eikenbomen waar de buurtspoorwegtram op reed bleef gehandhaafd, met de bovenleidingpalen, tot de verlenging van de stadstram. In 2002 werd de stadstram verlengd langs de oorspronkelijke middenberm tot Keizershoek. Hierbij zijn sommigen van de eikenbomen bewaard gebleven en heeft men de spoorligging hiervoor aangepast. De bomen zijn flink gegroeid. Er zijn plannen om de lijn verder naar Brasschaat te verlengen.
De buurtspoorwegen exploiteerden ook een normaalsporige goederenaansluiting: zie Spoorlijn 220.

##### Heden (2020)
Merksem wordt per tram bediend door:
Antwerpse tram lijn 2 (P+R Merksem (Keizershoek) – Hoboken),
lijn 3 (P+R Merksem (Keizershoek) – P+R Melsele (Zwijndrecht)) en
lijn 6 (P+R Luchtbal – P+R Olympiade).

### Wegennet
De Antwerpse Ring R1, komt vanuit het zuiden, en loopt westwaarts net om Merksem heen. Afrit 1 zorgt voor onmiddellijke aansluiting met Merksem. Naar het noorden toe splitst de A12 zich af, en buigt de snelweg A1/E19 zich noordwaarts om Merksem heen. De N1 of Bredabaan die op deze snelweg aansluit, loopt in noord-zuid-richting dwars door Merksem.
Drie bruggen werden genoemd naar oud-burgemeesters van Merksem:
- Gabriël Theunisbrug – N129 over het Albertkanaal;
- Jozef Masurebrug – Victor Govaerslaan over de Antwerpse Ring R1 en de spoorlijn;
- Eduard Waghemansbrug – Laaglandlaan over de E19 naar Ekeren (Donk).
- Ook heeft men "De Brug Van Den Azijn" die Centrum Merksem verbond via Deurnsesteenweg met Deurne. De naam is officieel zo, omdat deze brug de enige is die gedeeltelijk op Deurns grondgebied ligt en men dus geen burgemeester van Merksem meer kon gebruiken. Naast deze brug was de azijnstokerij De Blauwe Hand" gevestigd waardoor de inwoners deze brug zo noemden en het gemeentebestuur het op 21 september 2009 officieel maakte.

De Bredabaan was een flessenhals waar bijna al het verkeer naar het noorden van Antwerpen langs moest. Vanuit de Bredabaan in Merksem zijn er drie hoofdroutes naar Bergen op Zoom, Breda en Brecht. Door de lange zeearm van de Schelde die ver het land binnendringt, is dit tevens de "kustroute" naar het noorden. Veel inwoners van de streek reisden niet verder dan Merksem voor hun boodschappen, waardoor de Bredabaan in de dorpskern een regionale winkelstraat werd. Dit verhinderde echter ook de verbreding van de Bredabaan om het groeiende verkeer te verwerken. Tussen de Kleine Bareel en het Oude Bareel was er geen bebouwing. Hierdoor was er ruimte om de Bredabaan te verbreden en werden er veel handelszaken gevestigd die veel eigen parkeerruimte nodig hebben. De aanleg van de GB Hypermarkt bij Keizershoek was baanbrekend voor die tijd. Met de aanleg van de ringweg en de snelwegen werd de Bredabaan grotendeels ontlast en rijdt er nu hoofdzakelijk lokaal verkeer. Hierdoor werd het mogelijk de trambaan grotendeels verkeersvrij te maken, een vereiste om de tramlijn te verlengen.
Sinds 2017 kunnen fietsers naar Antwerpen via een fietsersbrug. Deze brug werd geplaatst naar aanleiding van de afbraak van de oude brug aan de IJzerlaan. Dit gebeurde in het kader van de werken voor de verbreding van het Albertkanaal.
Het winkelaanbod in het oude dorpsgedeelte is teruggelopen omdat:
- Er beperkte parkeerplaatsen zijn.
- De omliggende gemeentes/streek veel ruimere winkelmogelijkheden kregen.
- De streekinwoners nu even snel in Antwerpen zelf zijn.

## Sport
- SC City Pirates Antwerpen, een voetbalclub actief in de Vierde klasse C. De club werd opgericht in 1921 onder de naam Sint-Jan, als voetbalploeg van het Sint-Jan Berchmanscollege en was aanvankelijk actief in het Vlaams Katholiek Sportverbond. In 1925 maakte de club haar overstap naar de Belgische Voetbalbond. In 1927 veranderde men de clubnaam naar Merksem SC en in 1941 fusioneerde de club met Olse-Voetbal en werd de naam opnieuw aangepast in Olse Merksem SC. De club speelde een tijdlang in de Tweede Klasse. In 2012 wijzigde de clubnaam in Merksem-Antwerpen Noord SC en in 2014 naar de huidige naam.
- Koninklijke Kwik KC is een Belgische korfbalclub uit Merksem. De club werd opgericht op 31 juli 1952 en speelt in de Topleague in de zaal als ook op het veld. De accommodatie van de club omvat vier kunstgrasvelden en een eigen zaal en is gelegen nabij het domein van het Fort van Merksem.
- FC Merksem, een voetbalploeg die actief is in de 3de Prov. Antwerpen. De club werd in 1959 opgericht als FC Bridge, maar veranderde in 1982 haar naam in FC Merksem.
- OLSE Merksem HC. De heren spelen in de hoogste afdeling van het Belgische handbal, de dames spelen in tweede nationale.
- Klimop R.T. Merksem, een turnclub die zich concentreert op tumbling en acrobatische gymnastiek.
- De wielerwedstrijd Schaal Sels. De eerste winnaar was René Vermandel in 1921. De Nederlander Steven de Jongh kon tot op heden de wedstrijd het vaakst winnen(3x), met name in 2000, 2002 en 2003.
- Tot en met 2008 werden in februari jaarlijks de Proximus Diamond Games, een tennistoernooi voor vrouwen, georganiseerd in het Sportpaleis. Tevens werden er in het Sportpaleis lange tijd competities georganiseerd op de indoor wielerpiste. Op 29 september 1956 raakte wielrenner Stan Ockers er dodelijk gewond na een valpartij.

## Bekende Merksemnaars
- Constantin Callens (1849-1927), politicus
- Jozef Nolf (1870-1933), politicus
- August Borms (Sint Niklaas 1878 - Etterbeek 1946), politicus
- Karel Van Damme (1887-1951), politicus
- Frans Christiaenssens (1912-1995), politicus en syndicalist
- Jan Verbeeck (1913-2005), operazanger
- Henri Haest (1926-1997), atleet
- Gaston Berghmans (1926-2016), komiek, samen met Leo Martin actief als Gaston en Leo
- Herman Wijns (1931-1941), misdienaar
- Chris Yperman (1935-2015), dichteres en (toneel)schrijfster
- Roger Bolders (1939), acteur
- Eddy Asselbergs (1943), acteur
- Suzette Verhoeven (1944-2016), politica
- Roland Duchâtelet (1946), zakenman en politicus
- Fred Van Kuyk (1947), acteur
- Roger Roels (1950), bedrijfsleider en basketbalbestuurder
- Guy Didelez (1952), schrijver
- Hans De Munter (1953), acteur
- Luc Bungeneers (1954), politicus
- Ronald Desruelles (1955), verspringer
- Patrick Desruelles (1955), polsstokhoogspringer
- Luc De Schepper (1957-2022), natuurkundige en hoogleraar
- Patrick Nebel (1958-1986), zanger
- Bert Anciaux (1959), politicus (Vooruit)
- Bruno Huygebaert (1961-2011), journalist
- Marc Van Der Linden (1964), voetballer
- Luc Sels (1967), bedrijfssocioloog; universiteitsbestuurder
- Tom Dieusaert (1967), schrijver en journalist
- Tom Waes (1968), acteur en presentator
- Mark Tijsmans (1969), acteur
- Gert Bettens (1970), singer-songwriter
- Marc Herremans (1973), triatleet
- Helen Geets, musicalactrice
- Cathérine Jacques (1979), jiujitsuka en judoka
- Ellen Petri (1982), Miss België 2004
- Astrid Nuyens (1983), model en actrice
- Kevin Rans (1983), polsstokhoogspringer
- Bart Aernouts (1984), triatleet
- Bart Hollanders (1984), acteur
- Nora Gharib (1993), zangeres, actrice en presentatrice
- Dimitri Van den Bergh (1994), darter

## Nabijgelegen kernen
Antwerpen, Deurne, Schoten, Ekeren, Donk